# Gymnopleurus biharensis
Gymnopleurus biharensis là một loài bọ cánh cứng trong họ Bọ hung (Scarabaeidae).